# Kalmar kommun
Kalmar kommun er en kommune i Kalmar län i Sverige.

## Byområder
Der er femten byområder i Kalmar kommun.
I tabellen vises byområderne i størrelsesorden pr. 31. december 2005. Hovedbyen er markeret med fed skrift.
| #  | Byområde    | Befolkning |
| -- | ----------- | ---------- |
| 1  | Kalmar      | 35.170     |
| 2  | Lindsdal    | 5.520      |
| 3  | Smedby      | 3.530      |
| 4  | Rinkabyholm | 1.555      |
| 5  | Ljungbyholm | 1.461      |
| 6  | Trekanten   | 1.268      |
| 7  | Rockneby    | 880        |
| 8  | Läckeby     | 862        |
| 9  | Påryd       | 657        |
| 10 | Hagby       | 651        |
| 11 | Vassmolösa  | 544        |
| 12 | Tvärskog    | 409        |
| 13 | Dunö        | 384        |
| 14 | Halltorp    | 292        |
| 15 | Boholmarna  | 272        |

- Wikimedia Commons har flere filer relateret til Kalmar kommun

56°40′00″N 16°22′00″Ø / 56.6667°N 16.3667°Ø